# 사전예방원칙
사전주의원칙(Precautionary Principle)이란 확실한 증거가 존재하지 않더라도 심각한 환경파괴의 위험이 있을 때는 적기에 적극 동참해야 한다는 원칙으로 환경분야 외에 식품안전분야에도 동개념을 적용해야 한다는 필요성이 논의되고 있으나 아직 국제적으로 합의된 정의는 없다. 최근 소해면상뇌증파동, 수입 옥수수 GMO옥수수 사태 등의 사례에서 나타나듯이 수입농산물 및 식품의 안전성 등에 대한 소비자의 관심이 급증하고 있어 이 원칙에 대한 관심이 높아지고 있다. 우리나라는 식량 등 식품 주수입국이고 선진국에 비해 검역 검사 인프라 및 위험평가 기술도 낙후되어 있어 농업 및 SPS 관련 분야에서 사전예방원칙의 적용을 지지하고 있다.

## 같이 보기
- 무지에 호소하는 논증
- 혁신의 전파
- 환경법
- 건강영향평가
- 위험회피
- 과학적 회의주의
- 초전도 초충돌기
- 지속 가능성